# بنجامين هاريس (صحفي)
بنجامين هاريس (بالإنجليزية: Benjamin Harris)‏ هو صحفي أمريكي، ولد في 1673، وتوفي في 1716.

## وصلات خارجية
- بنجامين هاريس على موقع الموسوعة البريطانية (الإنجليزية)